# Relations entre la Colombie et la France

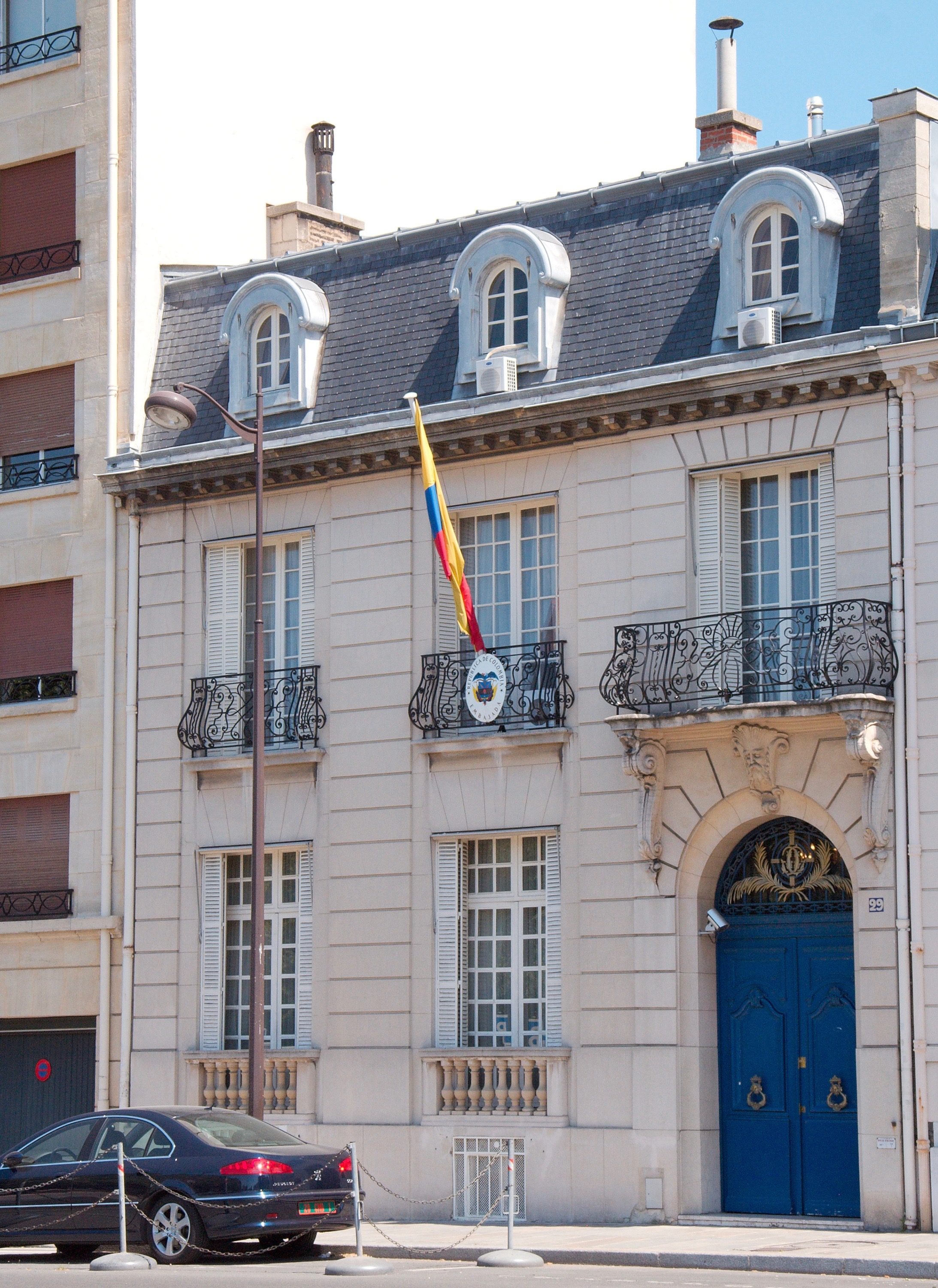
Résidence de l'ambassadeur de Colombie à Paris : 29, rue de Constantine 75007 Paris

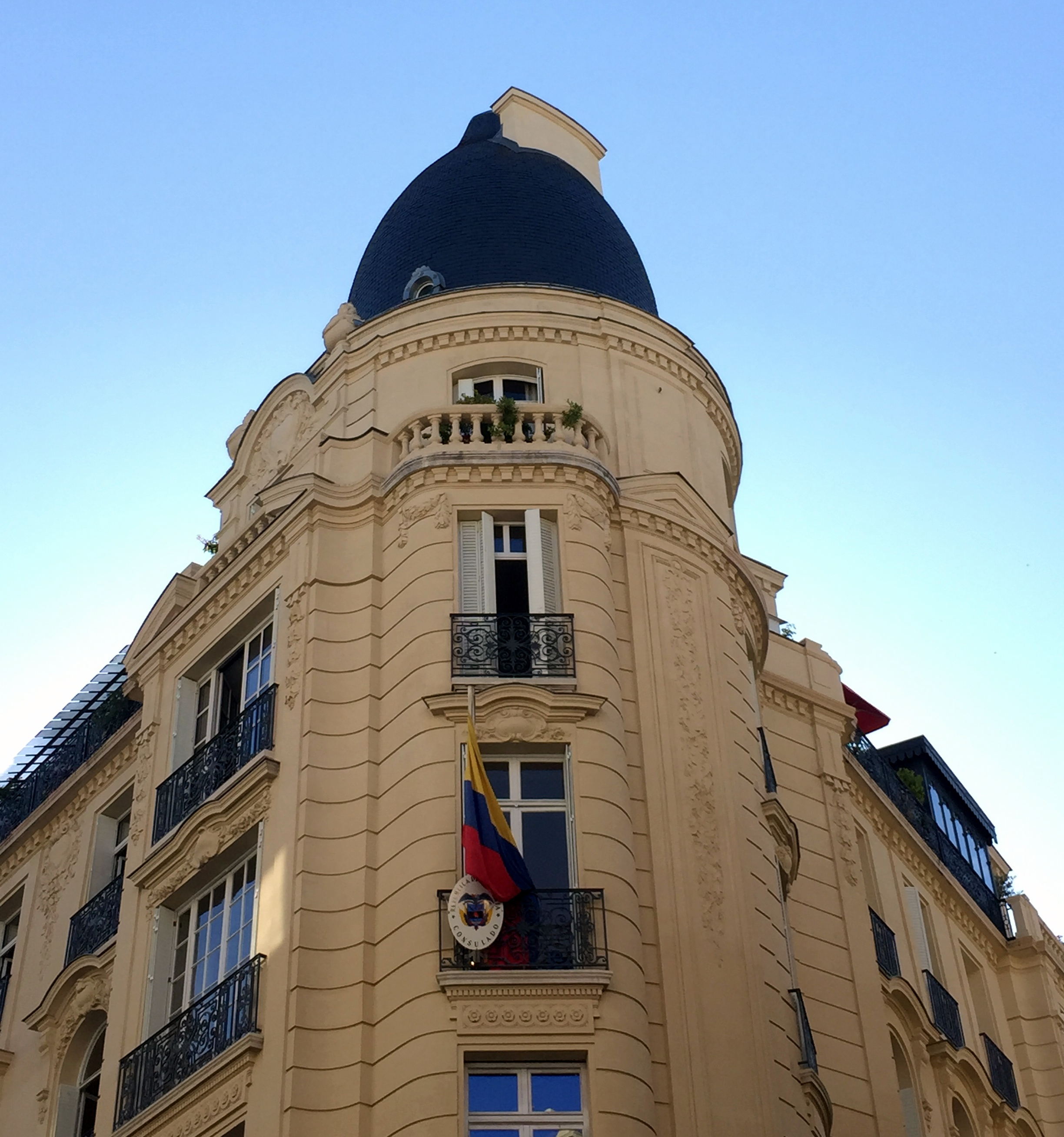
Consulat général au 12, rue de Berri 75008 Paris

Les relations entre la Colombie et la France sont des relations internationales s'exerçant entre un État d'Amérique du Sud, la République de Colombie, et un autre principalement européen, la République française. Elles sont structurées par deux ambassades, l'ambassade de Colombie en France et l'ambassade de France en Colombie.

## Histoire

### XIXesiècle
Les relations diplomatiques entre la France et la Colombie ont commencé officiellement le 30 mai 1892 avec la signature d’une convention « relative à l’établissement des nationaux, au commerce et à la navigation » entre les deux nations.

### XXesiècle
Par l’arrêté du 28 novembre 1955 la place de la Porte-de-la-Muette, dans le 16e arrondissement de Paris a reçu le nom de place de Colombie.

#### Médiation françaises dans le conflit armé colombien
Durant son mandat, le président français Jacques Chirac exerça une pression politique sur l'administration d'Álvaro Uribe pour le pousser à accepter les exigences des FARC et de finaliser un échange humanitaire. Uribe conditionna l'offre et suggéra que les guérilleros emprisonnés soient libérés en France plutôt qu'en Colombie. L'offre d'échange fut ensuite déclinée par les FARC.
En juillet 2003, sans en informer le gouvernement colombien, la France tenta de libérer Íngrid Betancourt au cours de l'opération 14 juillet . Cependant, cette opération se révéla être un échec et entraîna une protestation officielle de la part des autorités colombiennes.
Nicolas Sarkozy, lors de sa candidature, réaffirma ses intentions de pousser à la libération d'Íngrid Betancourt et des autres otages détenus par les FARC, libération qui eut finalement lieu le 2 juillet 2008 à la suite de l'opération Jaque.

### XXIesiècle
A l'occasion des Jeux olympiques et paralympiques d'été de 2024 à Paris la Colombie inaugure dans le Parc de la Villette la Casa Colombia.